# آپپر هاردنس
آپپر هاردنس (به انگلیسی: Upper Hardres) یک روستا و محله مدنی در بریتانیا است که در شهر کنتربری واقع شده‌است. آپپر هاردنس ۸٫۱۱ کیلومتر مربع مساحت و ۳۸۵ نفر جمعیت دارد.